# BAD LOVE (AAAの曲)
「BAD LOVE」（バッドラブ）は、AAAの57枚目のシングル。2019年10月23日にavex traxから発売された。

## 概要
- 前作「笑顔のループ」から9か月ぶりの発売となる。
- メンバーの浦田直也が活動自粛中(その後12月31日付で脱退)のため、浦田を除く5人での初リリースとなった。
- ジャケットA、B、ファンクラブ限定盤の3形態で発売。
- 全形態にスマプラが付く。また、初回発売分はスリーブ仕様となっている。
- 表題曲はAbemaTVオリジナルドラマ「奪い愛、夏」の主題歌に起用されている[2]。
- 表題曲はCDの発売に先立ち、2019年9月1日から各配信サイトで「BAD LOVE」の配信が開始されている[3]。

## 収録内容

### ジャケットA
CD
1. BAD LOVE (3:17)
  - （作詞：溝口貴紀 / Rap詞：日高光啓 / 作曲：David Anthony Eames, Dabbie Blackwell）

2. BAD LOVE (Instrumental) (3:17)
3. 恋音と雨空 (Jazzy Rain REMIX) Remixed by TEAM WHIM (4:41)
4. PARTY IT UP (CITY SUMMER PARTY REMIX) Remixed by TEAM WHIM (4:33)

DVD
1. BAD LOVE (Music Clip)
2. BAD LOVE (Music Clip Making)

### ジャケットB
CD
1. BAD LOVE
2. BAD LOVE (Instrumental)
3. 恋音と雨空 (Jazzy Rain REMIX) Remixed by TEAM WHIM
4. PARTY IT UP (CITY SUMMER PARTY REMIX) Remixed by TEAM WHIM

### ジャケットC（ファンクラブ限定盤）
CD
1. BAD LOVE
2. BAD LOVE (Instrumental)
3. 恋音と雨空 (Jazzy Rain REMIX) Remixed by TEAM WHIM
4. PARTY IT UP (CITY SUMMER PARTY REMIX) Remixed by TEAM WHIM

GOODS
1. オリジナルバスソルト&ボディタオル